# Coptops undulata
Coptops undulata är en skalbaggsart. Coptops undulata ingår i släktet Coptops och familjen långhorningar.

## Underarter
Arten delas in i följande underarter:
- C. u. undulata
- C. u. javanica